# Mier
Mier eller Ciudad Mier, är en ort i delstaten Tamaulipas i Mexiko. Ciudad Mier är administrativ huvudort i kommunen Mier och hade 4 752 invånare vid folkräkningen år 2010. Staden grundades 1753 under namnet Villa del Paso del Cántaro. 